# Paraphylax basilewskyi
Paraphylax basilewskyi là một loài tò vò trong họ Ichneumonidae.